# Ulica Widok w Warszawie
Ulica Widok – ulica w śródmieściu Warszawy, biegnąca od ulicy Kruczej do ulicy Marszałkowskiej.

## Historia
Dawna droga narolna biegnąca na terenach Kałęczyna. Od połowy XVII wieku ciągnęła się od gościńca ulicy Brackiej do granic wsi Wielka Wola (obecnie ulica Karolkowa). W 1770 w okolicy obecnej ulicy Towarowej przechodził przez nią wał obronny. W tym samym okresie geometra Deustch dokonał regulacji ulicy. W 1770 otrzymała ona urzędową nazwę Widok. Nazwa była związana z rozległym widokiem, jaki się z niej rozciągał. Miała ona ponad 2 km długości i zabudowana była głównie drewnianymi domami i małymi dworami. W 1784 znajdowało się tam siedem dworków, a w pobliżu ulicy Brackiej mały pałac. Natomiast w okolicy ulicy Towarowej zlokalizowane były dwie cegielnie.
Pod koniec XVIII wieku wzdłuż ulicy znajdowało się 15 domów i liczne glinianki. W latach 1776−1780 na posesji pomiędzy ulicą Widok a Bracką powstała tzw. szczwalnia, nazywana również Hecą (teatr walk zwierząt). W latach 1823–1824 ruch komunikacyjny w kierunku wschód-zachód z ulicy Widok przejęły Aleje Jerozolimskie. W kolejnych latach wybudowano pomiędzy ulicą Bracką a Marszałkowską trzy dodatkowe kamienice.
W latach 1844–1845 pomiędzy Alejami Jerozolimskimi i ulicą Widok zbudowano jednotorową linię kolei warszawsko-wiedeńskiej. W 1845 ulica biegła wzdłuż toru do rogatek. W 1880 zasypano glinianki. Powstały warsztaty i parowozownia, przez co ulica kończyła się w okolicy ul. Sosnowej. Następnie wybudowano drugi tor kolei i dworzec odjazdowy, co skróciło ją do Marszałkowskiej (1900).
Do 1939 wzdłuż ulicy zlokalizowanych było wiele sklepów, zajazdów, hoteli i pensjonatów. W 1884 sklep z drobną galanterią otworzyli w kamienicy nr 6 „Bracia Jabłkowscy” (w 1914 uruchomili największy dom towarowy w kraju zlokalizowany przy ulicy Brackiej 25). Prowadziła go Aniela Jabłkowska (córka Józefa Jabłkowskiego). Po 4 latach sklep przeniesiono do większego lokalu przy ulicy Hożej 8.
Ok. 1845 na rogu ulicy Widok i Marszałkowskiej powstał Hotel Warszawsko-Wiedeński. Ok. 1870 naprzeciwko hotelu uruchomiono zajazd żydowski, dom modlitwy i szkołę elementarną.
W drugiej połowie XIX wieku ulica była zabudowana głównie trzypiętrowymi kamienicami. Podczas odbudowy po 1945 rozebrano 13 kamienic, z czego trz nieuszkodzone.
Podczas powstania warszawskiego zniszczeniu uległo skrzyżowanie z ulicą Marszałkowską. Po II wojnie światowej w narożniku z ulicą Bracką postawiono bramę (w miejscu kamienicy nr 2/6).
Jest ulicą jednokierunkową.

## Ważniejsze obiekty
- Kamienica nr 8 – dziewięciopiętrowa kamienica z ok. 1910, jedna z najwyższych w Warszawie. W drugiej połowie lat 90. XX wieku fasadzie budynku nadano styl wiedeńskiej secesji, przytwierdzając do niej m.in. zielone płyty;
- Kamienica nr 10 – siedziba m.in. Polskiej Fundacji Alzheimerowskiej.
- Kamienica nr 12 – pięciopiętrowy modernistyczny budynek biurowy, siedziba Instytutu Francuskiego w Polsce.
- Biurowiec Widok Towers

## Obiekty nieistniejące
- Kamienica nr 9 – pierwotnie własność hrabiny Wandy Ronikier. Następnie na jednym z pięter „hrabina”[4] Gomólińska prowadziła dom publiczny. Przed 1914 w jednym z mieszkań funkcjonował zakład krawca damskiego Stanisława Rogozińskiego. W 1930 właścicielką kamienicy była Róża Sterling. Podczas II wojny światowej kamienica została spalona, a następnie zburzona. Na działce, którą zajmowała, zbudowano biurowiec[5];